# César Vega (cantante)
César Antonio Vega Ángeles (Huacho, 3 de mayo de 1994) es un cantante peruano de salsa.
Inició su carrera artística desde la adolescencia como integrante de diferentes bandas musicales salseras y años después, emprendió una etapa como solista bajo el apelativo de «el Sonerito de Huacho», en honor a su ciudad natal.[cita requerida]
Alcanzó a la fama por haber interpretado covers de otros temas musicales con su agrupación musical César Vega & Orquesta.

## Primeros años
César Antonio Vega Ángeles nació el 3 de mayo de 1994 en Huacho, capital de la provincia de Huaura, en el departamento de Lima. Es proveniente de una familia ligada a la música, faceta que estuvo involucrado desde temprana edad.

## Trayectoria
Vega comenzó su carrera artística a los 17 años formando parte de la orquesta Son de la Calle y posteriormente, en el sexteto La Chola Caderona.[cita requerida] En 2012 se integró a la banda musical de salsa Camagüey, la cual permanecería por poco tiempo y lanzó con el grupo el tema «Blanco y negro».
No fue hasta el año 2015 cuando anunció su faceta como solista de manera oficial con su propio grupo musical César Vega & Orquesta, la cual inicialmente realizaba sus propias versiones de otros temas, entre ellas las del puertorriqueño Héctor Lavoe. Además, prestó su colaboración con el pianista Gilberto Colón Jr. para un concierto en New York.
En el año 2017 lanzó su álbum debut bajo el nombre de Coverizando, donde interpretó el tema musical «Hombre casado», la cual tendría una gran aceptación por parte de las emisoras locales como Radio Panamericana. Posteriormente, comenzó a realizar giras internacionales en algunos países como Colombia, y lanzaría su segundo sencillo El Sonerito allá por 2019, comprendiendo su sencillo de su anterior álbum e interpretó otros temas siendo «Yo no soy un ángel», «El águila», «Ausencia en el barrio» e «Incomprendido» entre las más destacadas de su repertorio.[cita requerida] Además prestó su colaboración con Ezio Oliva y Andy Rivera para la versión salsa de «Salvavidas» en 2019 y fue invitado al concierto de Tony Succar en 2020, que se realizó en el Gran Teatro Nacional del Perú.
En el año 2020 colaboró con el Grupo 5 para el cover de su tema «Mi gran amor», la cual participó al lado de Christian Yaipén. Vega concursó en el reality show de talentos El artista del año para la cadena América Televisión en el 2021, la cual quedó finalmente en el cuarto puesto durante dos meses de competencia. Sin embargo, tras atravesar sus problemas personales, Vega se retiró brevemente de la música en febrero de 2023. Tres días después, anunció su regreso a los escenarios.
En el año 2025, fue capturado por el delito de violencia contra la mujer, tras agredir físicamente a su pareja, la modelo y exreina de belleza peruana Suheyn Cipriani, madre de su segunda hija. Más tarde, Vega fue puesto en libertad por la Policía Nacional del Perú.

## Discografía
- 2015: César Vega & Orquesta
- 2017: Coverizando
- 2018: Salsa pal barrio
- 2019: El Sonerito[1]
- 2020: Yo no soy un ángel
- 2021: César Vega En Vivo